# Кремянка (приток Днестра)
Кремянка (укр. Крем'янка) — река в Самборском районе Львовской области, Украина. Правый приток Днестра (бассейн Чёрного моря).
Длина 12 км, площадь бассейна 28 км². Берёт начало на западных склонах сравнительно невысокого хребта, расположенного к востоку от города Старый Самбор. Протекает через сёла Воля, Кобло и Бережница.
В верхнем течении — типично горная река с каменистым дном и многочисленными перекатами и порогами, в нижнем течении носит равнинный характер. После сильных дождей и во время оттепели бывают паводки.